# Militaire Orde van de Witte Leeuw voor de Overwinning
Tsjechoslowakije beschikte al sinds 1921 over een Orde van de Witte Leeuw. Op 9 februari 1945 werd ook een Militaire Orde (Tsjechisch: Řád Bílého lva za vítězství) gesticht. Het is geen militaire divisie van de Orde van de Witte Leeuw, die bestond immers al. De onderscheiding werd voor militaire verdienste in oorlogstijd en dapperheid toegekend aan Tsjechen en vreemdelingen.
Het parlement van de Tsjechoslowaakse federatie heeft de orde niet in het besluit van 2 oktober 1990 waarin bijna alle orden van Tsjechoslowakije werden opgeheven genoemd, misschien omdat men de orde waarvan geen dragers meer in leven waren, als "historisch" beschouwde. De orde komt niet voor in het decoratiestelsel van Tsjechië of Slowakije.
De graden van de orde
- Ster der Eerste Klasse

De dragers dragen een ster met gouden zwaarden op de onderrand van het medaillon.
- Ster der Tweede Klasse

De dragers dragen een ster met zilveren zwaarden op de onderrand van het medaillon.
- Kruis

De dragers dragen een kruis aan een lint op de linkerborst.
- Medaille in Goud

De dragers dragen een gouden medaille aan een lint op de linkerborst.
- Medaille in Zilver

De dragers dragen een zilveren medaille aan een lint op de linkerborst.

## De versierselen
De versierselen lijken sterk op die van de Orde van de Witte Leeuw en ook het lint is gelijk, verschillend zijn de ring op de ster en het kruis dat vier rode armen heeft.
De ster is achtpuntig en heeft zilveren stralen.In het midden is een medaillon met een blauwe ring geplaatst. Op de ring staat in zilveren letters "ZA VÍTĚZSTVÍ" oftewel "voor overwinning", een variant op het motto "PRAVDA VÍTĚZÍ" (de waarheid overwint) dat de sterren van de Orde van de Witte Leeuw siert. In het medaillon is een gekroonde witte leeuw op een rode achtergrond geplaatst. De gekruiste zwaarden op de voorzijde zijn afhankelijk van de graad in zilver of goud uitgevoerd.
Het kruis is een vierarmig roodgeëmailleerd verguld zilveren kruis met 12 punten waarop kleine gouden ballen zijn gemonteerd. In het midden draagt het kruis hetzelfde medaillon, maar kleiner, als op de ster van de Eerste Klasse. Op de keerzijde draagt het kruis een goudkleurige medaillon met het monogram "CS" van de Tsjechoslowaakse monogram, sinds 1948 was dat het monogram "ČSR" en sinds 1961 "ČSSR". Op de ring op de keerzijde staat "ZA VÍTĚZSTVÍ".
De medailles zijn rond en in verhouding tot lint en kruis erg klein uitgevallen. Op de voorkant staat het medaillon van de ster afgebeeld. De keerzijde toont het medaillon van de keerzijde van het kruis.
Het lint is rood met twee witte strepen.

## Dragers van de onderscheiding
De Joegoslavische maarschalk Tito was drager van meerdere Tsjechoslowaakse onderscheidingen. Zo kreeg hij op 22 maart 1946 het grootlint van de Orde van de Witte Leeuw en ontving hij diezelfde dag de Eerste Klasse van de Militaire Orde van de Witte Leeuw "voor Overwinning".
- Dwight D. Eisenhower, Ster der Eerste Klasse op 9 oktober 1945[5]
- Douglas MacArthur, Ster der Eerste Klasse op 26 september 1932[5]
- Jozef Gabčík, Ster der Eerste Klasse in 1968
- Bernard Montgomery, Ster der Eerste Klasse op 22 september 1947[6][5]
- Georgi Zjoekov, Ster der Eerste Klasse op 8 mei 1955[5]
- George Patton, Ster der Eerste Klasse op op 27 juli 1945[5]
- Semjon Timosjenko
- Philippe Leclerc de Hauteclocque, Ster der Eerste Klasse op 16 juli 1946[5]

| Batons van de Militaire Orde van de Witte Leeuw voor de Overwinning | Batons van de Militaire Orde van de Witte Leeuw voor de Overwinning | Batons van de Militaire Orde van de Witte Leeuw voor de Overwinning | Batons van de Militaire Orde van de Witte Leeuw voor de Overwinning | Batons van de Militaire Orde van de Witte Leeuw voor de Overwinning |
| Ster der Eerste Klasse Goud Ster                                    | Ster der Tweede Klasse Zilver Ster                                  | Derde Klasse Kruis                                                  | Vierde Klasse Medaille in Goud                                      | Vijfde Klasse Medaille in Zilver                                    |
| ------------------------------------------------------------------- | ------------------------------------------------------------------- | ------------------------------------------------------------------- | ------------------------------------------------------------------- | ------------------------------------------------------------------- |
|                                                                     |                                                                     |                                                                     |                                                                     |                                                                     |